# Lithobius niger
Lithobius niger är en mångfotingart som beskrevs av Muralevitch 1926. Lithobius niger ingår i släktet Lithobius och familjen stenkrypare.
Artens utbredningsområde är Iran. Inga underarter finns listade i Catalogue of Life.